# 堀直重
堀 直重（ほり なおしげ) は、安土桃山時代から江戸時代前期にかけての武将、大名。信濃須坂藩の初代藩主。信濃須坂堀家初代。堀直政の四男。兄に直清、直寄、直之。

## 生涯
天正13年（1585年）、堀氏の家臣・堀直政の四男として誕生。
慶長5年（1600年）の関ヶ原の戦いで東軍に与して軍功を挙げたことにより、下総矢作に2000石と信濃須坂に6000石の所領を与えられた。慶長19年（1614年）からの大坂の陣でも徳川方として参戦し、功績を挙げて高井郡内に4000石加増された。この加増年に関しては、元和元年（1615年）説と元和2年（1616年）説がある。信濃国須坂に立藩し、最終的に1万2000石の所領を領した。
元和3年（1617年）に33歳で死去。その跡は長男・直升が継いだ。千葉県香取市新福寺に直重の石塔があるが、元和期前半の様相を備えた各部完存のものであり、死後まもなく一年忌ないし三年忌に建てられたものと推測される。

## 系譜
父母
- 堀直政（父）

正室
- 堀秀重の娘

子女
- 堀直升（長男）生母は正室
- 堀直昭（次男）
- 堀直久
- 堀直房